# Economia de Trinitat i Tobago

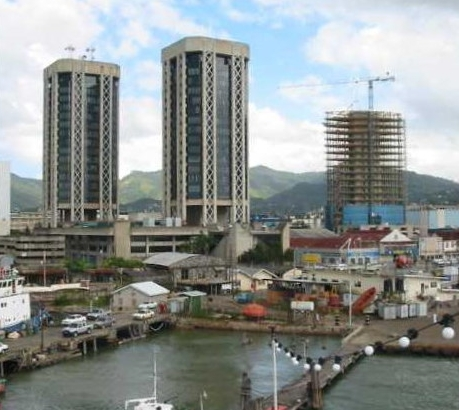
La ciutat de Port of Spain.

L'economia de Trinitat i Tobago durant l'any 2002, ha experimentat un índex de creixement del 3,2%. Això es deu a 9 anys consecutius de veritable creixement després de 8 anys de recessió. El govern del primer ministre Patrick Manning ha seguit la política macroeconòmica del govern anterior, tractant d'atreure les inversions al país. A llarg termini, sembla que va a produir-se un gran creixement, un creixement que anirà estretament lligat al desenvolupament dels hidrocarburs, la petroquímica, i el sector siderúrgic, que suposarà augments significatius en les exportacions de Trinitat i Tobago. A més, el país segueix els seus esforços en la diversificació de serveis, el turisme, la indústria i l'agricultura.
Així doncs, el gran índex de creixement de Trinitat i Tobago ha produït excedents que són exportats, encara sense deixar d'importar, ja que l'extensió industrial i l'augment de consum així ho requereixen. Per tant, la ràtio de deutes ha passat d'un 15,4% en 1997 a un 4,4% en 2002. L'atur disminueix lentament: ha passat d'un 12,1% en 2001 a un 10,4% en 2002.
El país va guanyar reputació de lloc excel·lent per a negocis internacionals, i ha tingut una de les més altes taxes de creixement de Llatinoamèrica. Són extensos els camps petroliers, i el país compta amb tres plantes de refineria i petroquímica en l'oest; el petroli és el principal producte d'exportació; també en l'oest s'obté gas natural i asfalt; és notable el llac d'asfalt de 46 ha prop de La Brea, en el sud-oest de l'illa; a més s'extreu bauxita. Entre les Antilles Menors, Trinitat i l'holandesa Curaçao són les que han aconseguit major desenvolupament industrial, però en el cas de Trinitat la industrialització està associada a una notable producció agrícola, de la qual manca Curaçao.
Les xarxes de ferrocarrils (12,9 km) i carreteres (7.258 km en 1968) permeten el transport de les mercaderies de producció nacional cap a Port of Spain, el principal port d'altura, i de les mercaderies importades d'altres països. Donada la seva excel·lent situació geogràfica, Trinitat compta amb el servei de nombroses empreses de navegació marítima i de companyies de transport aeri.